# هانس خنگ
هانس خنگ (دانمارکی: Klods-Hans) یک افسانهٔ ادبی اثر هانس کریستین آندرسن نویسنده برجسته دانمارکی است که نخستین‌بار در سال ۱۸۵۵ منتشر شد. این داستان دربارهٔ پسر ساده‌دلی است که با شوخ‌طبعی و صراحت خود شاهزاده‌خانمی متکبر را به دست می‌آورد، در حالی که برادران تحصیل‌کرده‌اش با شکست مواجه می‌شوند. این اثر در فهرست آثار ادبی اندرسن مرکز هانس کریستین اندرسن شماره ۱۱۹ است. ترجمه اولیه انگلیسی (به عنوان "هانس کودن") در کتاب پری زرد اثر اندرو لانگ در سال ۱۸۹۴ آمده است.
این داستان در زبان انگلیسی با عناوین مختلفی مانند «هانس خنگ»، «هانس دست‌وپاچلفتی»، «هانس کودن» و «جک کودن» ترجمه شده است.

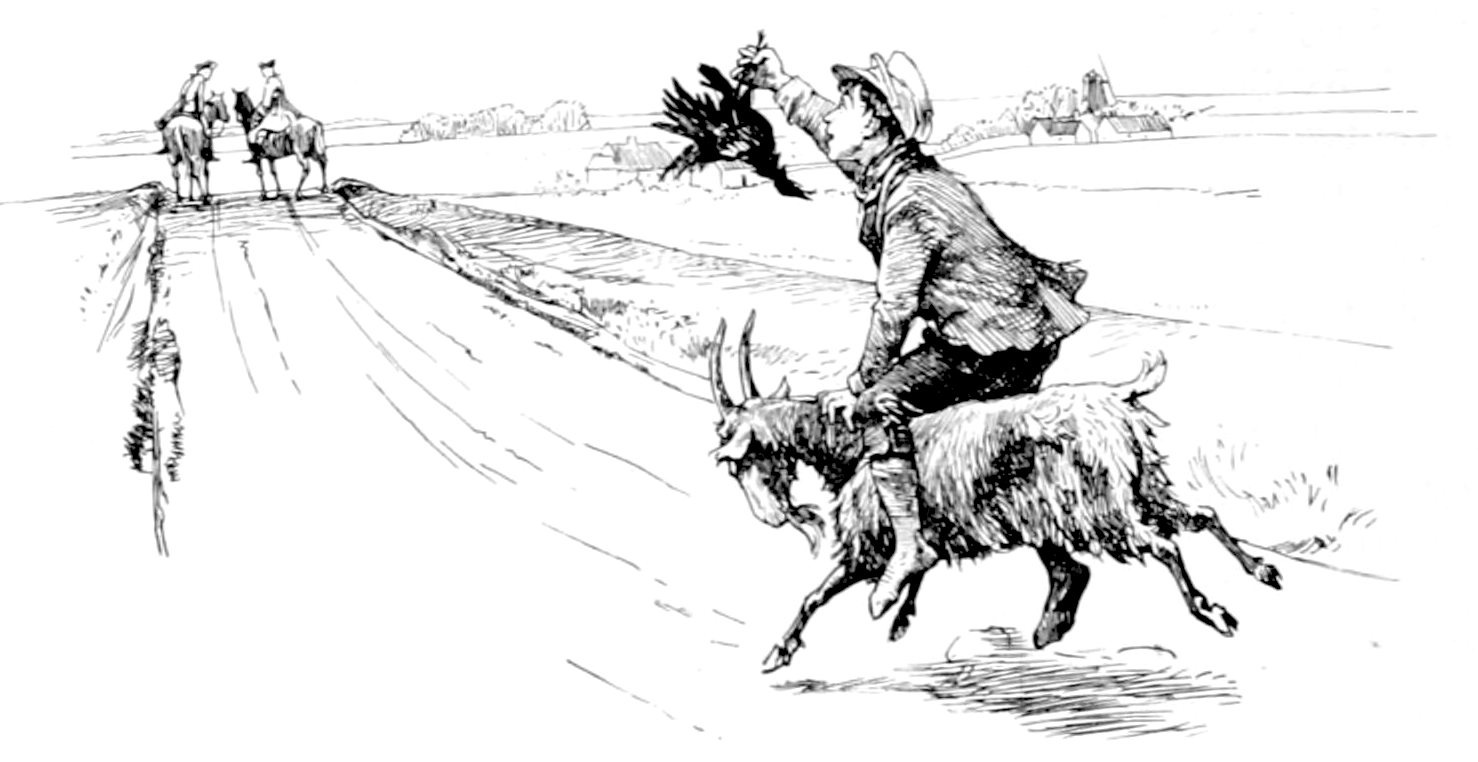
تصویر سال ۱۹۰۰ توسط هانس تگنر

## داستان
در سرزمینی دور، مردی که از همراهان شوالیه‌ها بود زندگی می‌کرد که سه پسر داشت. دو پسر بزرگ‌تر او تحصیل‌کرده و فصیح بودند و آرزو داشتند با شاهزاده‌خانمی که اعلام کرده بود فقط با کسی ازدواج می‌کند که بتواند بهترین سخنان را بگوید، ازدواج کنند. هر دو برادر یک هفته برای آماده‌سازی خود وقت داشتند و پدرشان به هرکدام اسبی داد؛ یکی اسبی سیاه و دیگری اسبی سفید.
پسر سوم که او را «هانس خنگ» صدا می‌کردند و کسی او را جدی نمی‌گرفت، گفت که او نیز می‌خواهد برای خواستگاری برود. پدرش به او اسب نداد، بنابراین هانس بز خودش را برداشت و با آن به راه افتاد.
در مسیر، هانس سه چیز عجیب پیدا کرد: یک کلاغ مرده، یک کفش چوبی کهنه، و کمی گل و لای. او تصمیم گرفت این‌ها را به شاهزاده بدهد.
در قصر، شاهزاده پشت میزی نشسته بود و چند خبرنگار و یک سردبیر نیز حضور داشتند تا حرف‌های خواستگاران را بنویسند و در روزنامه منتشر کنند. دو برادر بزرگ‌تر یکی پس از دیگری وارد شدند و با وجود تمام دانش و آمادگی‌شان، وقتی نوبت به حرف زدن رسید، زبان‌شان بند آمد. شاهزاده هردو را رد کرد.
سپس هانس خنگ وارد شد. او با بزش وارد سالن شد و گفت: «وای چقدر اینجا گرمه!» شاهزاده پاسخ داد: «خب معلومه! داریم جوجه کباب می‌کنیم!» هانس گفت: «عالیه! منم یک کلاغ دارم، می‌تونم باهاش کباب درست کنم؟» و کلاغ مرده را در کفش چوبی‌اش گذاشت و آن را «ظرف آشپزی با حلقه‌های قلع» نامید.
شاهزاده پرسید: «سوپ چی؟» هانس گفت: «اونم دارم!» و گل و لای را روی کلاغ ریخت.
شاهزاده خندید و گفت: «تو آدم جالبی هستی. باهات ازدواج می‌کنم!» سپس به هانس گفت که حرف‌هایشان ثبت و فردا در روزنامه چاپ خواهد شد. هانس گفت: «پس بهترین چیزی که دارم رو به سردبیر تقدیم می‌کنم!» و گل و لای را در صورت سردبیر پرتاب کرد.
در پایان، هانس با شاهزاده ازدواج کرد و پادشاه شد.

## تحلیل
در این افسانه، آندرسن از نگاه انتقادی به طبقهٔ نخبه و تحصیل‌کردهٔ جامعه می‌نگرد که در برابر افراد ساده‌دل، اما صادق، باهوش و حاضر جواب کم می‌آورند. او همانند بسیاری از دیگر آثارش همچون «جوجه‌اردک زشت»، نابرابری اجتماعی و بی‌عدالتی در قضاوت افراد را به چالش می‌کشد.
در نسخهٔ آندرسن، برخلاف برخی افسانه‌های کلاسیک که زن در پایان دگرگون شده و عاشق قهرمان می‌شود، شاهزاده خود به خاطر ویژگی‌های خاص و غیرمتعارف هانس، به او دل می‌بندد. طنز، تضادهای طبقاتی، و کنایه به رسانه‌ها از دیگر عناصر بارز این داستان هستند.

## اقتباس‌ها

### ادبی و هنری
- در سال ۱۸۹۴، اندرو لنگ داستان را با عنوان «هانس خنگ» در کتاب زرد افسانه‌ها منتشر کرد.
- در سال ۱۹۸۸، فیلمی با عنوان «هانس خنگ» (Der Tölpelhans) برای تلویزیون آلمان شرقی ساخته شد.